# Национальная библиотека Чешской Республики
Национальная библиотека Чешской Республики — центральная библиотека Чехии. Находится в подчинении чешского Министерства культуры. Главное здание библиотеки расположено в историческом здании Клементинум в Праге, где хранится примерно половина её собрания. Другая половина коллекции хранится в здании в районе Гостиварж. Национальная библиотека является крупнейшей библиотекой в Чехии: в её фондах насчитывается около 7 миллионов экземпляров, в том числе 4200 инкунабул. Количество зарегистрированных в библиотеке читателей составляет порядка 60000. Помимо чешских текстов, в её фондах содержатся также старые книги из Турции, Ирана и Индии. Кроме того, в библиотеке хранятся книги Карлова университета в Праге.
Библиотека получила международное признание в 2005 году, получив первую премию Jikji Prize от ЮНЕСКО по программе Память мира за свой вклад в перевод старых текстов в цифровую форму. Проект, начавший работу в 1992 году, за первые 13 лет работы выполнил оцифровку 1700 документов.